# Hendrik Rupp
Hendrik Rupp (* 29. Oktober 1970 in Heidenheim an der Brenz) ist ein deutscher Journalist. Er war von Juli 2008 bis Juli 2018 Redaktionsleiter der Heidenheimer Zeitung, seit Dezember 2009 auch der Heidenheimer Neuen Presse. Bis zur Einstellung des Titels Ende November 2012 verantwortete er auch den Lokalteil des Brenztal-Boten in Giengen an der Brenz.

## Leben
Rupp wuchs in Hürben auf. Nach dem Abitur am Margarete-Steiff-Gymnasium in Giengen studierte er an der Universität Stuttgart Geschichte und Englische Literaturwissenschaft. Von 1998 bis 2000 absolvierte er ein Volontariat bei der Heidenheimer Neuen Presse und wurde anschließend als Redakteur übernommen.
2002 promovierte Rupp an der Universität des Saarlandes zum Doktor der Philosophie. Seine Dissertation behandelt die Kriminalromane des britisch-amerikanischen Autors Raymond Chandler. Nach seinem Wechsel zur Heidenheimer Zeitung gestaltete Rupp die Fusion der beiden vormals getrennten Tageszeitungsredaktionen des Heidenheimer Pressehauses.
Seit 1992 veröffentlicht Rupp unter dem Pseudonym „henne“ lokalpolitische Karikaturen, die bis 2007 in der Heidenheimer Neuen Presse und heute in allen Heidenheimer Tageszeitungen erscheinen. 2002 wurde er beim Deutschen Preis für die politische Karikatur mit einem Förderpreis ausgezeichnet. Zudem wirkte Rupp an mehreren Büchern zur Lokal- und Regionalgeschichte der schwäbischen Ostalb mit.

## Schriften (Auswahl)
- Klaus-Peter Preußger (Fotos), Hendrik Rupp (Text): Heidenheim bewegt sich: damals – gestern – heute, Siedentop, Heidenheim 2006, ISBN 978-3-925887-25-3
- Manfred F. Kubiak, Hendrik Rupp (Illustrationen): Mit Mozart durch das Alphabet, Heidenheimer Verlags-Anstalt, Heidenheim 2006, ISBN 978-3-920433-10-3
- Rainer Fieselmann (Fotos), Siegfried Geyer (Fotos), Hendrik Rupp (Text): Ostalb, Silberburg-Verlag, Tübingen 2006, ISBN 978-3-87407-695-1
- Hendrik Rupp: Something more than crime: Raymond Chandlers erweiterte Kriminalromane, Print on Demand, Heidenheim 2002, ISBN 3-8311-3691-2.

- Libretto zur Kurzoper Nau bens hald i, 2020